# Iodargyrite
«  Iodite (minéral) » redirige ici. Pour les iodites en chimie, voir Iodite.
L'iodargyrite est une espèce minérale qui est l'une des formes minérales naturelles que peut prendre l'iodure d'argent.

## Historique de la description et appellations

### Inventeur et étymologie
L'iodargyrite fut découverte en 1859 et décrite par le minéralogiste toulousain Alexandre Leymérie (1801-1878). Son nom est inspiré de sa composition chimique, l'iode et l'argent.

### Topotype
Le gisement topotype est la mine d'Albarradón (Concepción del Oro), dans l'État de Zacatecas, Mexique.

### Synonymes
- Iodite
- Iodyrite

## Caractéristiques physico-chimiques

### Critères de détermination
L'iodargyrite est transparente à translucide. Elle est très tendre : sa dureté sur l'échelle de Mohs est entre 1 et 1,5, ce qui la situe entre le talc et le gypse.

### Cristallochimie
L'iodargyrite présente des caractéristiques communes avec d'autres minéraux contenant des halogènes : la chlorargyrite et la bromargyrite. Selon la classification de Dana, elle est le seul membre du groupe 9.01.05 des halogénures (9) de formule chimique générale AX (9.01). Selon la classification de Strunz, elle fait partie du groupe 3.AA.10 des halogénures (III) simples non hydratés (3.A) de formule chimique MaXb où le rapport a:b peut prendre les valeurs 1:1, 2:3, 3:5, etc. (3.AA).
| Minéral     | Formule  | Groupe ponctuel | Groupe d'espace |
| ----------- | -------- | --------------- | --------------- |
| Iodargyrite | AgI      | 6mm             | P63mc           |
| Tocornalite | (Ag,Hg)I | hexagonal       | inconnu         |

### Cristallographie

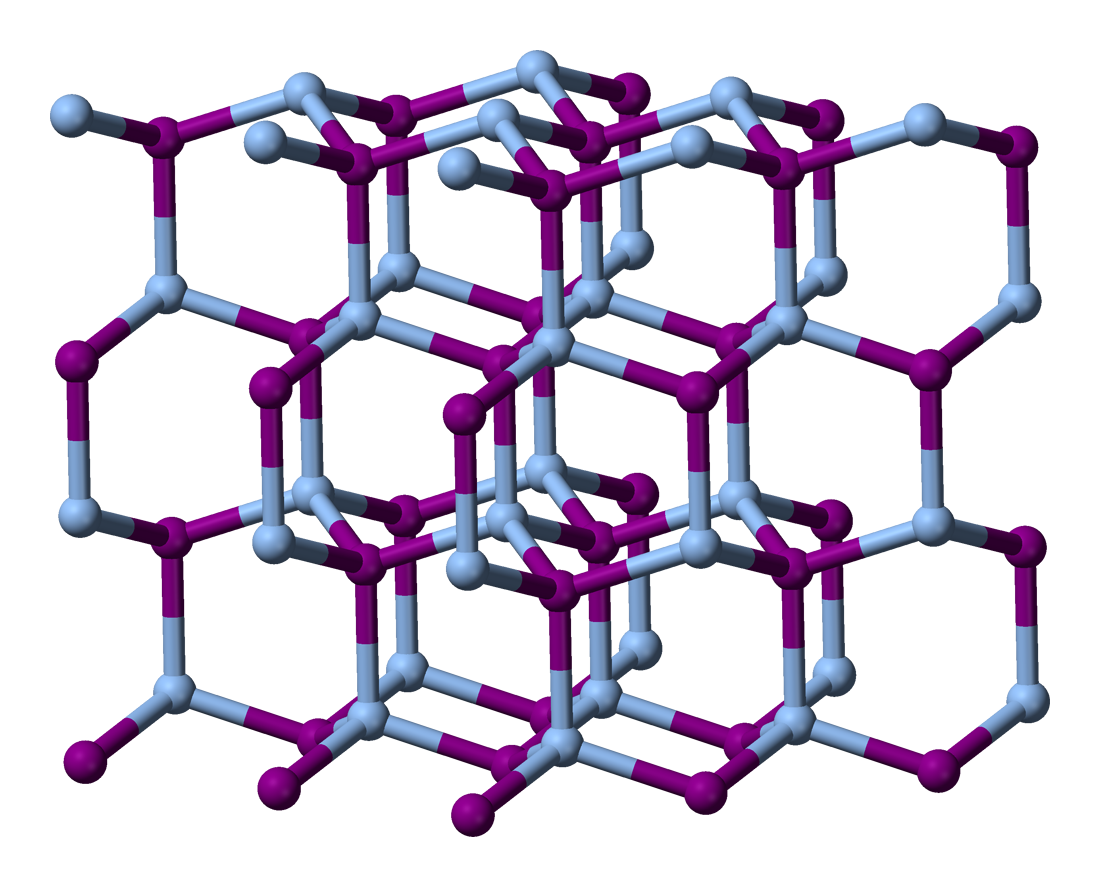
Structure de l'iodargyrite β-AgI.

L'iodargyrite cristallise dans le système cristallin hexagonal, de groupe d'espace P63mc (Z = 2 unités formulaires par maille conventionnelle), avec une structure de type wurtzite. Il s'agit de la phase β de l'iodure d'argent, aussi notée β-AgI. Son paramètre de maille est {\displaystyle a} = 4,599 Å (volume de la maille V = 137,7 Å3), sa masse volumique calculée 5,66 g/cm3.
Les atomes d'argent sont en coordination tétraédrique d'iode ; les atomes d'iode sont en coordination tétraédrique d'argent. Les tétraèdres sont reliés entre eux par leurs sommets. La longueur de liaison Ag-I moyenne est de 2,817 Å.
Sous l'effet de la pression, l'iodargyrite subit deux transitions de phase structurelles :
- à 1,5 GPa, elle devient cubique, de groupe d'espace Fm3m (Z = 4) avec le paramètre de maille {\displaystyle a} = 5,857 Å (V = 200,92 Å3, masse volumique calculée = 7,76 g/cm3) à 6,4 GPa ;
- à 11,3 GPa, elle devient monoclinique, de groupe d'espace P21/m (Z = 2) avec les paramètres de maille {\displaystyle a} = 4,001 Å, {\displaystyle b} = 4,067 Å, {\displaystyle c} = 5,545 Å et β = 100,55° (V = 88,70 Å3, masse volumique calculée = 8,79 g/cm3) à 14,5 GPa.

Au-dessus de 146 °C, l'iodargyrite devient cubique (phase α-AgI), de groupe d'espace Im3m (Z = 2) avec le paramètre de maille {\displaystyle a} = 5,063 Å (V = 129,78 Å3, masse volumique calculée = 6,01 g/cm3) à 250 °C.